# Navigazione stimata
La navigazione stimata è quella tecnica di navigazione per mezzo della quale è possibile determinare il punto stimato, 
ovvero la posizione stimata della nave in mare, utilizzando gli elementi del moto quali: la velocità, la direzione e il senso. La posizione stimata, in ogni caso, risulta sempre affetta da errori di misura e di valutazione. 
Gli errori di misura dipendono dal grado di precisione degli strumenti utilizzati, ovvero la bussola e il solcometro, quelli di valutazione, dipendono a loro volta, dalla difficoltà di valutare e determinare esattamente gli effetti "modificanti il moto" prodotti dagli agenti meteo marini quali: venti, correnti, stato del mare. L'errore della posizione stimata è in media di circa 1/20 del cammino percorso, e quindi aumenta con il tempo. È pertanto necessario controllare la posizione della nave determinando accuratamente e frequentemente il punto nave.

## Storia
Alla presenza della grande incertezza dipendente da questo tipo di navigazione, nacque la necessità di utilizzare metodi astronomici a bordo della navi nel corso dei viaggi via mare che prevedevano lunghi periodi di navigazione. La cosa poneva forte il problema del tempo, ovvero la conoscenza continua dell'ora esatta, per chi a bordo avesse dovuto o potuto utilizzare dati astronomici enumerati nelle effemeridi astronomiche di quell'epoca, per poter poi attraverso complicati e non facili calcoli giungere a determinare la longitudine. 
Alla fine del XVII secolo esistevano già orologi anche se rudimentali, ma non si prestavano, per modalità di funzionamento, precisione e grandezza agli usi di bordo.
Ecco che si sentì la necessità di trasferire il problema al mondo delle scienze affinché si potesse ottenere un risultato. 
Di lì a poco un orologiaio londinese inventò uno strumento idoneo a quello che doveva essere il suo impiego. 
Nasceva il cronometro da marina, una macchina, all'epoca pressoché perfetta, che rispondeva in termini di praticità, peso e precisione, alle necessità di poter avere a bordo l'ora di Greenwich.

## Problemi di navigazione lossodromica
Navigando seguendo una determinata rotta (cioè un angolo fisso rispetto al Nord magnetico, ovvero seguendo la bussola) sulla superficie della terra si percorre una curva che prende il nome di lossodromia. Tale curva si avvolge intorno alla terra tagliando i meridiani sotto angoli costanti. Sulla carta di Mercatore la lossodromia è rappresentata da una linea retta. 
Nello spazio fisico esistente tra una lossodromia e il polo elevato, giace una curva alternativa che ha la stessa lunghezza in miglia della lossodromia. 
Essa è la Traccia composita speculare.
Quest'ultima, conosciuta anche sotto il nome di TCS, ideata e sperimentata dal Comandante Superiore Raffaele Minotauro, rispetto alla lossodromia e all'ortodromia, con le quali ha in comune il punto di partenza e quello di arrivo, per il valore delle latitudini dei suoi punti, risulta essere la curva più prossima al polo elevato. 

### Primo problema
Date le coordinate φ e λ del punto di partenza, Rotta vera (Rv) e cammino (m) in miglia, calcolare le coordinate del punto di arrivo. 
1. φ'     = φ + Δφ
2. λ'     = λ + Δλ
3. Δφ     = m x cos Rv
4. cos Rv = Δφ' : m
5. μ      = m x sen Rv

### Secondo problema
Date le coordinate φ e λ del punto di partenza e le coordinate φ' e λ' del punto di arrivo, calcolare la Rotta vera (Rv) ed il cammino (m) in miglia.
1. Δφc   = φ'c - φc
2. tngRv = Δλ' / Δφc
3. Δλ'   = tngRv x Δφc
4. Δφc   = μ / cosλ
5. m     = Δφ' x secRv
6. m     = Δλ x cosφm x cosecRv
7. RiTCS = RiOrt + [RiOrt - RvLox]
8. mTCS  = Δφ' x secRvLox